# Wilhelm Bischoff (Politiker)

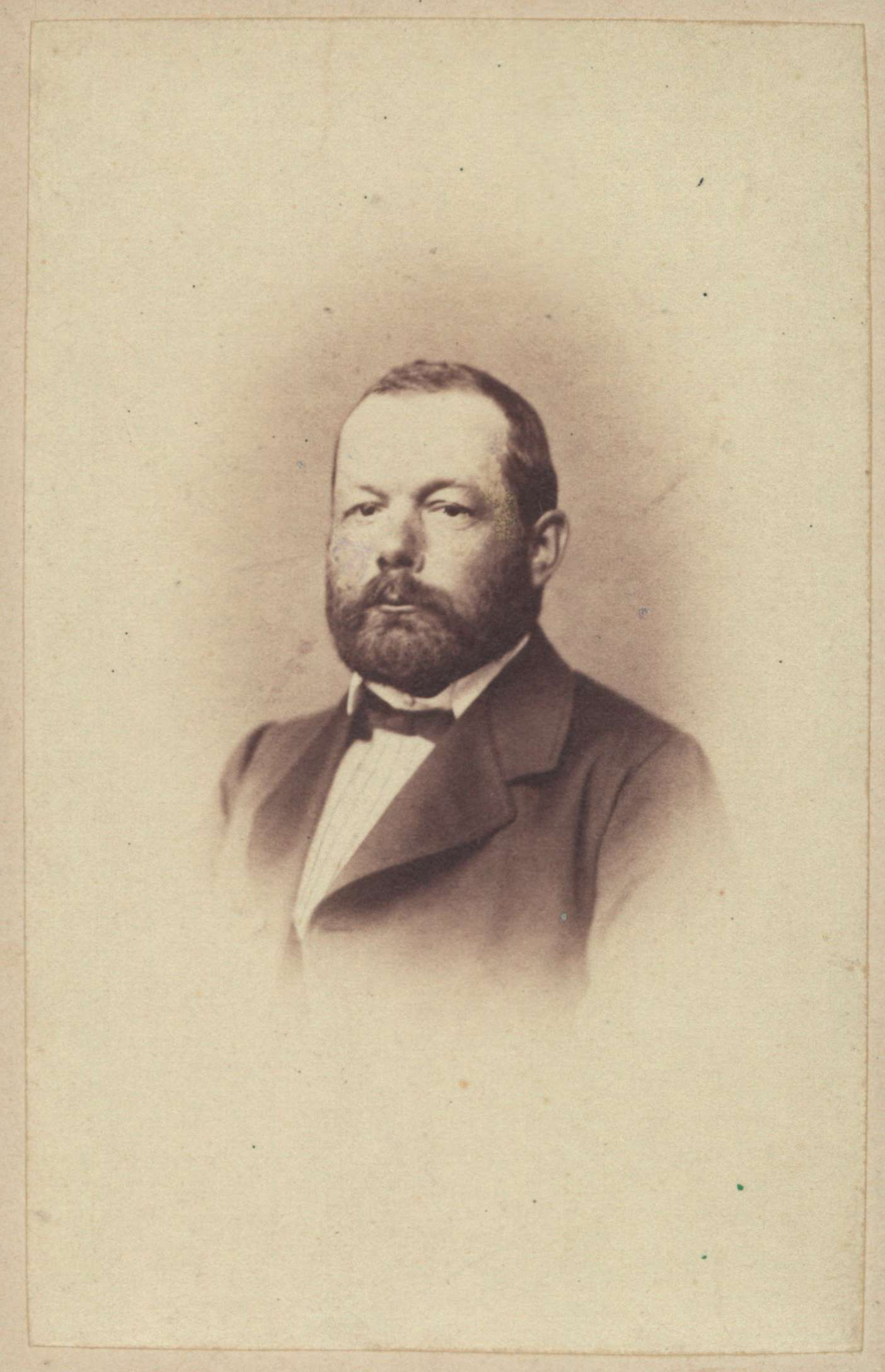
Wilhelm Bischoff (zwischen 1870 und 1890)

Wilhelm Bischoff (* 8. August 1832 in Basel; † 22. November 1913 ebenda) war ein Schweizer Politiker und Regierungsrat des Kantons Basel-Stadt.

## Leben und Werk

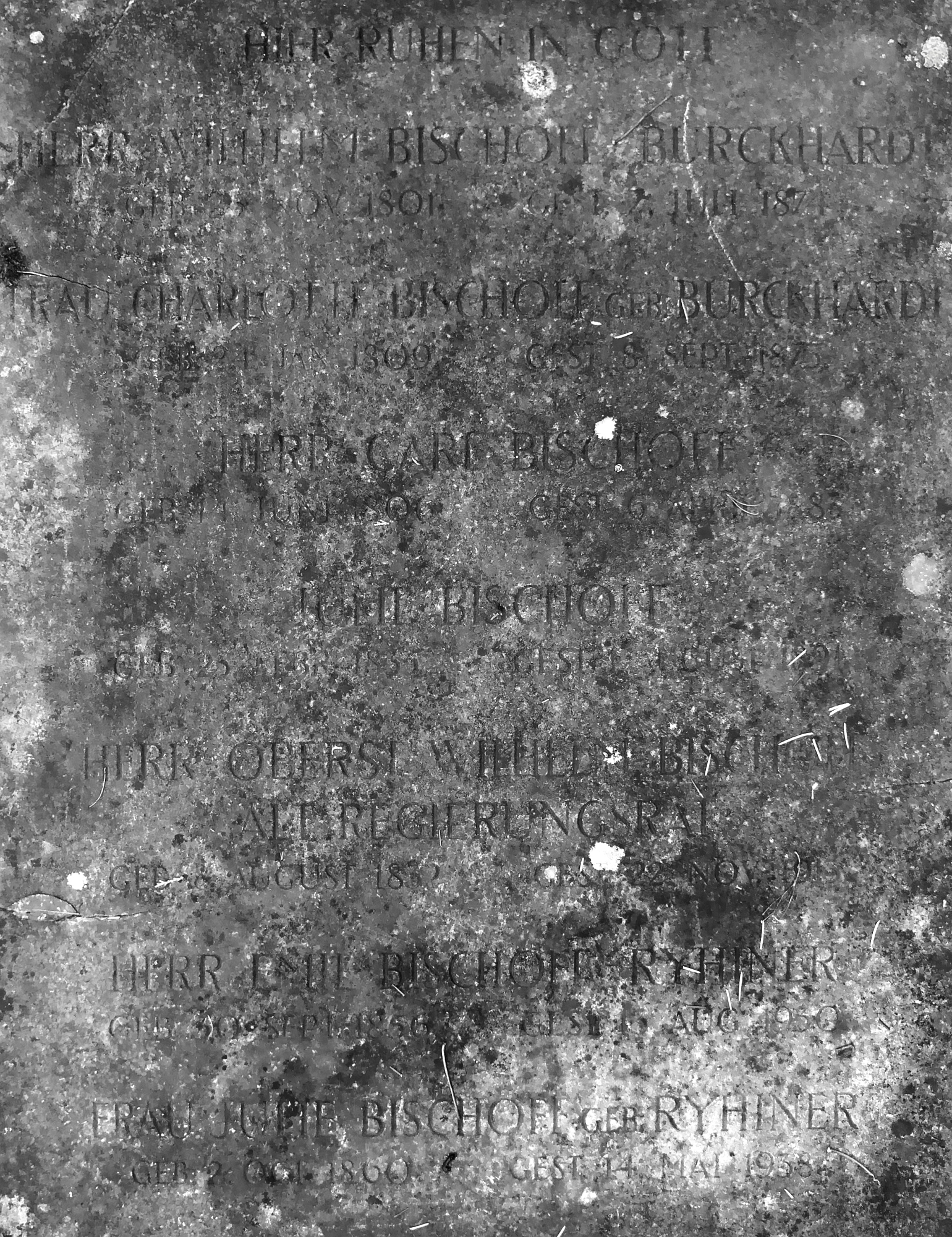
Grab auf dem Wolfgottesacker in Basel

Wilhelm Bischoff war ein Sohn des Bandfabrikanten Wilhelm Bischoff (* 23. November 1801; † 2. Juli 1874) und der Charlotte, geborene Burckhardt (* 24. Januar 1809; † 8. September 1875). Sein Neffe war Nikolas C. G. Bischoff.
Bischoff arbeitete von 1853 bis 1871 als Landwirt bei Laufen. Anschliessend war er Mitglied der städtischen Land- und Wald-Inspektion sowie von 1871 bis 1878 Mitglied des Basler Grossen Rat. 1873 war er Polizeigerichtspräsident, 1875 Statthalter des Stadtrats und 1876 Präsident des Bürgerrats. Für die Liberale Partei Basel sass er von 1878 bis 1905 im Regierungsrat. Unter seiner Administration wurde das Gaswerk, das Wasserwerk und das Schlachthaus erweitert sowie das Frauenspital und das Elektrizitätswerk errichtet. Bischoff war Regierungsdelegierter im Verwaltungsrat der Schweizerischen Centralbahn und bekleidete ab 1882 den Rang eines Oberst.
Als Emil Schill 1903 anlässlich der Renovation des Rathauses u. a. fünf Wandgemälde schuf, verewigte er Bischoff im mittleren Bild, das den Bundesschwur auf dem Marktplatz zeigt. Bischoff fand seine letzte Ruhestätte auf dem Wolfgottesacker in Basel.